# Sengoku (videogioco 1991)
Sengoku (戦国伝承?, Sengoku Denshō) è un videogioco arcade di tipo picchiaduro a scorrimento edito nel 1991 dalla SNK. È stato convertito anche per alcune console, tra cui il Neo Geo CD.
Il gioco è il primo della trilogia Sengoku, fortemente caratterizzata da elementi della mitologia giapponese e del Giappone feudale: i nemici da fronteggiare sono ninja, samurai, oni, nukekubi dall'aspetto di attori kabuki, kappa, hitodama, onryō ed altre figure del folclore giapponese.
Il titolo originale Sengoku Denshou può essere tradotto come "Tradizione di guerra civile".

## Trama
Durante l'epoca Sengoku, un potente e sanguinario signore della guerra (chiaramente ispirato alla figura di Oda Nobunaga) vede svanire i propri sogni di conquista del mondo per mano di due valorosi samurai, dai quali infine viene ucciso; prima di morire il malvagio monarca asserisce che ritornerà tra quattrocento anni per dominare il Giappone assieme a un Madman, ovvero un demone della follia.
Quattrocento anni dopo, la profezia si avvera: il cielo sul Giappone si copre interamente di cupe nubi emananti tuoni e fulmini, le luci delle città si spengono e dalle nuvole scende lo shiro del signore della guerra, che è tornato come fantasma insieme al suo esercito di guerrieri defunti per seminare morte e distruzione.
Supportati da alcuni spiriti benevoli, due impavidi eroi (Dan, giapponese, e Bill, statunitense in tenuta da cowboy) combatteranno contro lui e le sue orde, e dovranno farlo sia lungo le strade e il sottosuolo di una delle città devastate, sia sopra le nubi, dove si trova la dimensione delle anime, popolata dai miti del Giappone feudale e dalle truppe del malvagio.

## Modalità di gioco
Sengoku presenta molte varianti rispetto ai classici picchiaduro a scorrimento, varianti che lo fanno apparire totalmente diverso.
Il protagonista inizia disarmato la sessione, potendo dare solo pugni e calci; si utilizzano tre pulsanti, uno per attaccare, uno per saltare e uno per cambiare il personaggio giocabile: infatti lungo il percorso e in particolare nel regno sopra le nuvole è possibile liberare alcuni spiriti buoni i quali rilasciano diversi bonus, tra i quali tre personaggi extra - un cane, un samurai e un ninja - da utilizzare al posto del protagonista, sebbene si possano utilizzare solamente per un tempo limitato.
Ad eccezione dei personaggi extra e di alcuni attacchi speciali tutti gli altri bonus sono rappresentati da sfere fluttuanti di diverso colore e queste vengono rilasciate in seguito all'eliminazione di determinati nemici.
Il giocatore ha a disposizione tre vite, ognuna delle quali consta di cinque caselle di energia; i livelli del gioco sono sei, tutti ambientati tra una città apparentemente distrutta da un terremoto e la sede delle anime, ad eccezione del quinto livello che si svolge quasi interamente nel castello del signore della guerra, e del sesto, con i due scontri finali - il primo contro il monarca, l'altro contro il Madman - che avvengono in cielo.
Ogni colpo subìto toglie un punto di energia al giocatore dai cinque a disposizione, ma alcuni colpi molto dannosi come gli attacchi di spada dei samurai possono togliere anche due punti di energia; l'energia persa è recuperabile solamente raccogliendo sfere verdi lungo il percorso, e in generale gli scontri corpo a corpo che vedono il protagonista a mani nude sono molto impegnativi.
Tra il giocatore e le anime dei samurai nemici possono avvenire scontri spada contro spada, con le lame che si incrociano; se invece il giocatore è disarmato, egli ha la possibilità di afferrare e spezzare la lama della spada dei fantasmi-samurai.
Ogni personaggio utilizzabile, ad eccezione del samurai, ha a disposizione un attacco speciale che il giocatore può effettuare tenendo premuto per diversi secondi il pulsante di attacco per poi rilasciarlo; i personaggi base del gioco hanno come attacco speciale una onda di energia, che viene scagliata come proiettile.
Ad inizio partita viene spiegato quali bonus le sfere rilasciano a seconda del loro colore:
- Sfere verdi - Se il giocatore ne colleziona dieci ripristina una casella di energia eventualmente persa in precedenza.
- Sfere rosse - Il giocatore ottiene come arma una katana.
- Sfere blu - Il giocatore ottiene come arma una doppia katana che utilizza con la tecnica a due spade.
- Sfere viola - Il giocatore ottiene come arma una spada sacra, molto potente ma anche molto pesante, tanto che per impugnarla gli eroi devono usare entrambe le mani: è esteticamente simile alle rappresentazioni della Ama no Murakumo.
- Sfere oro - Il giocatore ottiene la possibilità di emettere sfere di energia ki che attaccano i nemici anche da lunga distanza.

## Trasformazioni
- Akita Inu - Cane lupo che indossa un'armatura: in mancanza di sfere rosse, viola, blu od oro diventa il più debole dei personaggi extra utilizzabili nonostante sia dotato di grande velocità; può attaccare dando zampate (poco efficaci, dato che colpiscono solo i nemici nelle immediate vicinanze) oppure compiendo grandi salti dopo essersi chiuso a palla (e in questo modo può colpire i nemici lontani, ma non più di tre alla volta). Il suo attacco speciale è un grosso proiettile di energia con la forma del muso di un cane. Se si impossessa della sfera oro, potrà fare entrare in azione i suoi cuccioli - invulnerabili - che elimineranno tutti i nemici comuni presenti, fino all'esaurirsi del potere magico.
- Samurai - Anima di un samurai dell'epoca Sengoku nella sua caratteristica armatura, è armato con una katana e potenzialmente è paritetico al protagonista armato con la medesima spada. Non ha l'attacco speciale ed è piuttosto lento. Se si impossessa della sfera oro, dalla sua spada verranno sprigionati fulmini coi quali potrà eliminare tutti i nemici presenti, fino all'esaurirsi del potere magico.
- Ninja - Individuo molto agile, al pari dei personaggi base utilizza tecniche di arti marziali ma è molto più veloce sia nel distribuire colpi sia nell'effettuare spostamenti. Il suo attacco speciale ha la facoltà di rimpicciolirlo, in modo da farlo diventare quindi difficilmente attaccabile, ed è pertanto un'ottima opzione contro i nemici di modeste dimensioni. Se si impossessa della sfera oro, si sdoppierà e darà pugni e calci anche con la copia, fino all'esaurirsi del potere magico.

Nel sesto livello sarà possibile usare solo i due personaggi base.

## Accoglienza
In Giappone, la rivista Game Machine elencò Sengoku nel numero del 15 marzo 1991 come la tredicesima unità arcade di maggior successo del mese. Allo stesso modo, RePlay ha riferito che era il quarto gioco più popolare in Nord America.
All'uscita, Famitsū ha assegnato alla versione Neo Geo del gioco un punteggio di 19 su 40. Electronic Gaming Monthly ha dato alla versione SNES un punteggio di 4,4 su 10, commentando che "ha un concetto interessante in quanto puoi trasformarti in diversi tipi di combattenti, eppure non si assembla". Power Unlimited ha dato alla versione Neo Geo una percentuale dell'85%, scrivendo: "Un picchiaduro di alto livello, anche per le persone che non sono grandi combattenti. Sengoku ti dà una vera sensazione di combattimento, grazie ai fantastici suoni e immagini".